# Karuste
Karuste est un village de l'Ouest estonien se situant dans la commune de Saaremaa (jusqu'en octobre 2017 commune de Torgu) du comté de Saare en Estonie.